# Орловский трамвай
Орловский трамвай — система городского трамвайного пассажирского транспорта в городе Орле. 
Регулярное движение открыто 3 ноября 1898 года. 
Входит в тройку старейших электрических трамвайных систем России (наряду с трамвайными системами Нижнего Новгорода и Курска).

## Маршрутная сеть

Орловский трамвай. Карта с 2023 года.

Салонная схема трамвайных маршрутов города Орла

С 14 ноября 2024 года в Орле работают все 3 трамвайных маршрута.
| № | Конечные пункты        |
| - | ---------------------- |
| 1 | ТМК Гринн – Вокзал     |
| 3 | Химмаш — улица Пушкина |
| 4 | Вокзал – Школа № 35    |

Закрытые маршруты:
| № | Конечные пункты         | Примечание                                          |
| - | ----------------------- | --------------------------------------------------- |
| 2 | Химмаш – Вокзал         | Закрыт в 2008 году. Работал в летний период         |
| 5 | Химмаш – улица Горького | Закрыт и разобран в 1973 году. Заменён троллейбусом |

## Оплата проезда
Средства оплаты проезда в электротранспорте города Орла — абонементный талон на одну поездку (РАТ) и электронный проездной билет.
В пределах административной границы города Орла действует одна единая тарифная зона. С 1 января 2025 года стоимость проезда — 29 рубля, при оплате банковской картой и 32 рублей при наличной оплате.
Разовый абонементный талон (РАТ) выдаётся только в муниципальном транспорте. Это билет, подтверждающий оплату одной поездки по одному маршруту на всём его протяжении.
РАТ выдаётся пассажиру кондуктором либо водителем непосредственно после оплаты проезда, после чего РАТ должен быть активирован (надорван при выдаче либо прокомпостирован). Активированный талон пассажир обязан сохранять до конца поездки.
Оплата проезда в общественном транспорте осуществляется наличными средствами (при покупке у водителя).
С 1 июля 2014 года в городе Орле и области введён Единый Социальный Проездной Билет (ЕСПБ) в виде электронных транспортных карт с неограниченным количеством поездок, которые действуют при проезде на социально значимых маршрутах городского пассажирского транспорта и на автомобильном транспорте общего пользования пригородных маршрутов (кроме такси). Стоимость такого билета составляет 350 рублей
С 1 февраля 2019 года количество поездок по ЕСПБ ограничена 60 поездками, стоимость составляет 450 рублей, сроком действия 33 календарных дня.
Мэр Орла Юрий Парахин подписал постановление городской администрации "О регулируемых тарифах на перевозки по муниципальным маршрутам регулярных перевозок". Согласно документу, как и сообщалось ранее, с 1 января 2024-го года за проезд в общественном транспорте нужно будет заплатить 25 рублей по карте или 28 рублей наличными.
Цена месячного проездного билета на один вид транспорта – трамвай или троллейбус – составит 750 рублей. На оба – 870 рублей. Для организаций – тысячу и 1120 рублей соответственно.
Льготный проездной в Орле с 2024-го года будет стоить 550 рублей.
Во время поездки возможно осуществление дополнительного контроля оплаты проезда специальными сотрудниками транспортной компании. В этом случае потребуется предъявить активированный РАТ для визуального контроля или электронный проездной билет для проверки списания поездки.

## История

### Дореволюционный период (1898—1917 гг.)
В конце XIX века во многих городах Российской Империи уже действовала конка — трамвай на конной тяге. Орловские губернские власти некоторое время рассматривали проекты конки, однако их обсуждение затянулось. В итоге переключились на рассмотрение проектов электрического трамвая. Проект заказан и подготовлен бельгийским предпринимателем Ф. Ф. Гильоном, представлявшего интересы своего шурина "короля трамваев" Эдуарда Отле. Гильон выиграл право на строительство не только трамвая, но и электроосвещения в городе.
3 ноября (15) 1898 года в Орле открытие движения электрического трамвая состоялось как событие исторической важности всей Губернии.

…Около 11 часов утра, к зданию центральной станции трамвая, на Новосильской ул., стали съезжаться приглашенные на открытие почетные гости: здесь были начальник военных частей, представители всех административных учреждений г. Орла, гласные городской Думы, лица, принимавшие участие в постройке трамвая, и представители местного общества. Гостей любезно встречала администрация общества с г-ном Гильон во главе. Здание станции было убрано флагами национальных русских цветов, около мастерской в две шеренги были выстроены низшие служащие трамвая в форме. В начале 12-го часа, по прибытии Губернатора господина А. Н. Трубникова, все гости были приглашены в помещение мастерской, убранной живыми растениями, тропическими растениями и коврами, где и был отслужен молебен с возглашением многолетия Государю Императору и всему Царствующему Дому. Перед молебном протоиерей Сахаров сказал приличествующее случаю слово… После молебна был совершен обход мастерских и машинного отделения, помещение и служащие окроплены святой водой. Почетные гости осматривали машины, которые были пущены в полный ход, после чего подали вагон, в который вошло духовенство с святой водой, г.начальник губернии и другие приглашенные. Г-н начальник губернии перерезал ножницами протянутую перед вагоном разноцветную ленту. Со словами «с Богом» — вагон тронулся.
Все вагоны были украшены разноцветными флагами … около станции собралась большая толпа народа, привлеченная любопытным зрелищем … Везде по пути следования чувствовалось какое-то особенное, совершенно необъяснимое оживление: там и сям виднелись группы остановившихся прохожих, с любопытством встречавших и долго провожавших глазами убранные флагами вагоны; в дверях лавок, в воротах и в окнах домов — всюду виднелись любопытные. Все было захвачено одним интересом, все мысли невольно направлялись к одному центру — к тому, что с нынешнего дня поступает в общее пользование публики, что, как-никак, дало толчок городу Орлу на пути его развития … Духовенство кропило путь святой водой. Начальник губернии с духовенством проехал по всей линии.
В купеческом собрании администрацией трамвая был предложен гостям роскошный завтрак. Стены залы и столы были убраны живыми растениями, на хорах играл оркестр духовой музыки драгунского Черниговского полка. Довольно большая зала собрания едва могла вместить всех приглашенных. К концу завтрака начались тосты.
Первый тост был предложен господином начальником губернии А. Н. Трубниковым за Государя Императора, подхваченный дружным «ура» присутствующих, затем следовал тост за виновника торжества: за представителей общества трамвая и города Орла.
За начальника губернии был предложен ещё тост, как за человека безгранично отдающегося всей душой развитию Орловской губернии, которая АН. Трубникову обязана многими своими улучшениями, к числу которых следует отнести и трамвай…
На другой день открылось пассажирское движение трамвая, вагоны были переполнены, не доставало мест. Принимавшая особая комиссия все учреждения трамвая нашла безукоризненными.
— Московские ведомости. -1898. - 7 ноября
В первый день работы трамвай перевёз 12 тыс. пассажиров, при населении города в 69 тыс., то есть каждый 6-й Орловец воспользовался трамваем в день его открытия.
Первые бельгийские деревянные трамваи были двухосными, парк состоял из 17 моторных и 10 прицепных узкоколейных вагонов. Ширина трамвайной колеи — 1000 мм — стандарт для того времени. Первые 2 маршрута: Вокзал — Кадетский корпус и Кромская площадь — улица Новосильская. Общая протяжённость трамвайных путей составила 10,8 километра.
11 декабря 1906 года была проложена линия маршрута № 3 от депо по 2-й Курской ул. до Женского монастыря (проработала до 1926 г.)
По состоянию на 1910 г. на трамвае действовала зонная система оплаты проезда: за проезд 1 станции 5 коп., за 2 и более станций 8 коп. Действовали студенческие льготные проездные билеты за проезд (2,5 коп. за 1 станцию и 4 копейки за проезд более 2 станций).

### Межвоенный период (1917—1941 гг.)
После Октябрьского революции и последовавшей гражданской войны, в течение которой город переходил из рук в руки, с 1918 по 1921 год трамвайное движение приостанавливалось.
В декабре 1935 года орловское трамвайное хозяйство обследовали представители Воронежского городского трамвая, сделавшие следующее заключение:

Производительность труда на Орловском трамвае является одной из самых низких по сравнению с другими трамваями СССР. Расписания движения нет … Орловский трамвай производит впечатление полной запущенности. Всё оборудование, особенно подвижной состав, сильно изношено. Оборудование мастерских состоит из станков, пришедших в полную непригодность…Квалифицированных работников нет…ИТР нет…».
— ЦГАРФ, фонд А-314, оп.1, д. 5164, лл 39—40
В 1937 году образована Орловская область и на развитие Орловского трамвая поступило финансирование по союзной линии, что позволило продолжить эксплуатацию этого вида транспорта.
В период, предшествовавший Великой Отечественной войне, трамвайная сеть была реконструирована: 
- июль 1925 года пущена однопутная линия колеи 1000 мм по Кромской улице (Комсомольской) от совр. ул. МОПРа до ДЭУ (Дом дорожного мастера, современная Автовокзальная пл.),
- октябрь 1925 года пущено однопутное продление линии колеи 1000 мм от ДЭУ до Кирпичного завода №8,
- октябрь 1936 года уложена вторая колея 1000 мм на участке от ул. МОПРа до остановки ДЭУ (совр. Автовокзальная пл.).
С 27 мая 1937 в соответствии с приказом СНК развернулось строительство новой трамвайной линии колеи 1000 мм по 2-й Курской ул. от депо до Рабочего города (выемки ж.д.) по трассе уже действовавшей здесь ранее в период с 1907 по 1926 гг. также однопутной узкоколейной линии трамвая. Основная фаза строительных работ проводилась в сентябре-октябре на участке 2200 м. Открытие линии состоялось к 20 годовщине Октября 7 Ноября 1937 г., открыт новый маршрут №4 "Первомайская пл. - Рабочий Городок".
В 1937 году завершена разработка проекта перешивки сети с колеи 1000 мм на колею 1524 мм, в апреле 1938 года начались строительные работы. 28 июля 1938 года из депо на маршрут "Вокзал — Володарский пер. (Центральный городской ТПУ) вышел первый ширококолейный трамвай.
7 ноября 1939 года открыт участок широкой колеи от Володарского переулка до Монастырки (включая построенный с нуля участок от угла Пионерской улицы до кольца на Монастырке). Действовавший ранее участок по Пионерской улице к больнице МОПРа было принято решение не перешивать и разобрать.
К расширению первого ширококолейного участка до Монастырки в 1941 году в город поступило 11 новых моторных вагонов Х и 10 прицепных М с завода в Усть-Катаве.
Начавшаяся Великая Отечественная война вновь остановила трамвайное движение. Когда 3 октября 1941 года авангардные части германских войск вошли в Орёл, трамваи ещё следовали по своим маршрутам и часть из них так и оставалась простаивать на улицах вне депо весь оккупационный период вплоть до 5 августа 1943 года. На части трассы временными властями предпринимались неудачные попытки восстановить движение с дизельным тяговым агрегатом, а также на коночной тяге, но из-за уклона трассы у Московских ворот на главной вокзальной линии все эти попытки оказались неэффективными.

### Послевоенный период (1943—1968 гг.)
После освобождения Орла 5 августа 1943 года восстановление трамвая вошло в число первоочередных задач: уже в сентябре 1943 года возобновлено движение по участку колеи 1524 мм от Вокзала до Ильинки (например в Смоленске трамвайное движение удалось восстановить только к 1947 г., а во Пскове оно так никогда и не возобновлялось). Узкоколейные участки колеи 1000 мм решено было не восстанавливать, по мере выделения средств они либо снимались (Комсомольская от Комсомольской пл. до Володарского пер. и по 2-й Курской ул.), либо перестраивались и открывались уже с новой колеёй 1524 мм (ул. Ленина и М.Горького, ул. Пушкина, ул. Комсомольская от Комсомольской пл. до Кирпичного завода).
В июне 1945 году возобновлено движение трамваев в Советский район до кольца Монастырка.
25 июля 1946 года в Орёл было поставлено 10 б/у моторных вагонов Ф и 5 прицепных КП из Москвы. До 1958 года поступило ещё 7 б/у Ф и несколько прицепов М и С (вагоны серии Ф проработали до 1966 года).
25 июля 1949 года (строилась в 1946-1948 годах) открыто движение по широкой колее от Володарского переулка по Карачевской улице, ул. МОПРа, Комсомольской улице до Кирпичного завода №8. Линия узкой колеи по Комсомольской улице от Володарского переулка до улицы МОПРа не восстанавливалась и была демонтирована.
Январь-Июнь 1950 года на период восстановления Красного моста движение трамваев между Заводским и Железнодорожным районами не осуществляется. На Крестительского кладбища устроено временное депо (сарай с двумя контрольными осмотровыми ямами).
19 августа 1952 года открыто движение по двухпутной восстановленной трамвайной линии колеи 1520 мм по улице Пушкина от Сквера Танкистов до перекрёстка с Медведевским пер.
23 июля 1953 года трамвайная линия по улице Пушкина продлена к товарной станции в её конце, где выстроено кольцо действующего и поныне 3 маршрута с трамвайно-железнодорожным гейтом, тупичок возле Медведевского переулка разобран.
24 октября 1958 года открыт Маршрут №4 по новой линии через ул. Старо-московскую и 1-ю Курскую до Винзавода с разворотным треугольником на углу 1-й Курской ул. и ул. Магазинной.
26 марта 1961 года после снятия путей с Московской улицы в Орле окончательно сформировался в современном виде т. н. «трамвайный перекрёсток» (место пересечения всех трамвайных маршрутов города).
29 декабря 1961 года открыта новая конечная станция «Железнодорожный вокзал» и новая трасса подъезда к нему через Грузовую ул.
15 ноября 1962 года трамвайная линия продлена от Кирпичного з-да до з-да «Дормаш».
6 ноября 1967 года трамвайная линия продлена от з-да Дормаш до улицы Машиностроительной.
13 декабря 1967 года линия маршрута № 4 продлена от Винзавода по улице 1-я Курская в Пятницкую Слободу до Школы № 35.
С 1952 по 1960 год в Орёл прибыло несколько составов новых трамваев КТМ-1+КТП-1 с Усть-Катавского завода для замены морально устаревших довоенных моделей. Обновление парка продолжилось поставкой 10 составов б/у КТМ-2+КТП-2 завода УКВЗ, Усть-Катав.

#### Новое депо (1966 г.)
По мере открытия новых линий и прибытия более вместительных и габаритных вагонов старое трамвайное депо 1898 г.п. в Трамвайном переулке уже перестало вмещать наличный парк, который проходил в депо только осмотр и ремонт, отстаиваясь на ночь прямо на улицах города. Очередь из вагонов выстраивалась от депо до завода им Медведева. 
В 1935 году был разработан план реконструкции Орловского трамвая, который уточнялся в 1938 году в транспортном разделе Генерального плана.
По этим документам обосновано строительство Нового трамвайного депо в Заводском районе:
а) в квартале №200 (по предложению 1935 года) на 50 вагономест,
б) в квартале №202 (по предложению 1938 года) на 100 вагономест с грузовым отделением.
До начала ВОВ начать строительство парка по разным причинам не удалось.
Повторно вопрос строительства нового депо начал решаться в 1953 году, был разработан проект депо на 50 вагономест (Т-50), с заделом под размещение грузового трамвайного парка.
В 1959 г. под размещение депо окончательно определено место в 198-м квартале напротив Крестительского кладбище, и развернулись полноценные строительно-монтажные работы.
11 февраля 1966 года на улице Сакко и Ванцетти (ныне Карачевская) д. 144, было введено в эксплуатацию новое трамвайное депо на 50 вагономест, которое и по настоящее время является «домом» для всех Орловских трамваев. После того как последние вагоны в ночь на 2 февраля 1966 покинули старое депо по улице Пушкина 39, его территорию использовали как диспетчерский пункт и под размещение специальных ремонтных вагонов службы пути.

### Под натиском троллейбуса (1968—1991 гг.)
Идея построить в Орле троллейбусную линию впервые анализировалась в 1938 году, предметно с 1953 года, к концу 1960-х годов она вошла стадию практической реализации из-за разрастания Микрорайона СПЗ, куда линия трамваев проектировалась, но так и не была реализована. В 1968 г. в город поступила первая партия троллейбусов, которая из-за неготовности депо некоторое время отстаивалась на территории трамвайного депо и около него. После пуска 29 октября 1968 года Орловского троллейбуса он стал быстро расширять сеть линий и теснить трамвай с главных улиц. Уже в 1971 по 1973 год произошли серьёзные изменения в схеме трамвайной сети.
Ко дню города 1971 г. была сдана линия по Карачевскому шоссе и улице Гоголя до депо, после чего рельсы с улицы МОПРа и Комсомольской около 12 школы демонтировали. Теперь движение через остановку «Фабрика Восход» у депо стало сквозным. После проезда по Карачевскому шоссе трамвай снова оказывался на улице Комсомольской, только теперь уже у автовокзала.
В 1972-1973 годах разобрано кольцо «Кирпичный з-д».

#### Закрытие трамвайной линии в Советский район (1973 г.)
Ещё в 1969 году разработали и утвердили Проект детальной планировки центра города Орла, который расположен большей частью в пределах Советского административного района.
Одним из разделов этого плана была реконструкция ул. Ленина с превращением её в пешеходную зону (первую в Советском Союзе). 22 мая 1973 г. было последним днём движения в Советский район по улице Ленина до конечной станции «Улица М. Горького» (ранее Монастырка). Трамвай перестал заворачивать в Советский район, а стал ходить только между Заводским и Железнодорожным. Маршрут № 5 «Улица Максима Горького — з-д Дормаш» отменили, а маршрут № 3 перенаправили с ул. Пушкина до конечной «улица Машиностроительная».
В начале 1970-х годов в связи со строительством железнодорожного обхода города Орла в районе пересечения Кромского шоссе устраивалась ж.д. выемка, в зону строительства которой попало кольцо «ул. Машиностроительная». В результате кольцо было ликвидировано, трамвайная линия от ул. Машиностроительной продлена непосредственно до кольца завода Химмаш.
Движение до самой южной конечной города открылось 1 декабря 1976 года. На конечной станции «Завод Химмаш» был выстроен целый комплекс, состоящий из диспетчерской, зала ожидания, двухпутного кольца со стрелкой-автоматом и световой сигнализации, которую завод Химмаш построил хозспособом, и длительное время содержал эту инфраструктуру на своём балансе.
Таким образом система трамвайного сообщения в Орле приняла свой современный вид. До завода Химмаш стали ходить маршруты № 2 и № 3, а маршрут № 1 стал оборачиваться у завода Дормаш.
В 1982 году депо на Карачевской улице расширили до вместимости 100 вагонов с постройкой новой службы пути и дополнительного веера, а старое депо в пер. Трамвайном было окончательно закрыто и подготовлено к сносу (в рамках реализации Генерального плана через его территорию планировалась прокладка новой магистрали от ул. 1-й Курской до пл. Поликарпова, в итоге не реализованное).

#### Эпоха «КТМ-5» (1971—1982 гг.)
С февраля 1971 года началось пополнение орловского трамвайного парка новыми моделями КТМ-5 завода УКВЗ. В общей сложности с 1971 по 1979 год было поставлено 92 трамвая КТМ-5, полностью обновив подвижной состав. Однако КТМ-5 проработали на орловских линиях недолго, до 1983 года. Этому было несколько причин: во-первых, сказалась крайне низкая техническая подготовка ремонтного персонала, обслуживающего вагонный парк, чья квалификация и навыки не соответствовали возросшим требованиям обслуживания новой техники. В итоге у новых трамваев постоянно возникали проблемы с тормозами. Постоянный запах гари не выветривался из салонов вагонов. Этот факт вкупе с невысокой технической грамотностью отдельных работников и их халатностью приводил к серьёзным авариям, к примеру, весной 1974 года у одного из КТМ-5 на полном ходу отказали электродинамические и ручные тормоза, и на огромной скорости при резком повороте на Старо-Московскую улицу трамвай сошёл с рельсов и врезался в траурную процессию. В результате трагедии погибло 11 человек. Это стало причиной постепенного отказа от вагонов отечественного производства. Самые новые из прибывших в 1979 КТМ-5 проработали по 4 года, и были законсервированы. Орловские КТМ-5 долго стояли в кладбищенском уголке депо, на площадке консервации, где и были утилизированы.

#### Эпоха «Татр» (1979- по н.в.)
В июне 1979 года в Орёл прибыли первые 15 вагонов завода ЧКД. Трамваи этой модели производства Чехословакии эксплуатировались во многих городах СССР ещё с 1963 года. Особо зарекомендовала себя модель Татра T3. Осваивать мастерство вождения новых вагонов орловцев учили наставники-москвичи в трамвайном депо им. Апакова, куда была отправлена на обучение первая группа молодых водителей орловских трамваев. Надёжность и простота в обслуживании этих вагонов способствовали тому, что уже в 1980 году в Орёл прибыло ещё 20 «Татр». С 1982 по 1985 год в Орёл каждый год поступало 15 трамваев Татра T3SU. В 1982 году депо пришлось расширить до вместимости 100 вагонов. К 1983 году «Татры» уже полностью заменили устаревшие КТМ-5, на много лет став основой орловского трамвайного парка. (Популярность этой модели заставила завод ЧКД даже временно отказаться от разработок новых моделей.) Тем не менее, уже к 1983 году ЧКД выпустил модель Татра T6B5, поначалу поставлявшаяся в СССР под названием T3M. В 1989 году орловское депо решило закупить новые модели чехословацкого завода для пополнения парка, поскольку первые «Татры» уже начали изнашиваться. В ноябре 1989 года в Орёл прибыла первая партия T6B5, состоявшая из 9 вагонов. Планировалось со временем полностью обновить парк новыми моделями, как уже было не раз. Но ухудшающаяся экономическая обстановка во всем социалистическом лагере не позволила сбыться этим планам. Перед самым распадом СССР, в июне 1991 года Орёл успел закупить ещё 5 трамваев T6B5.

#### 85 летний юбилей и реставрация исторического вагона № 106 (1983 г.)
В начале 1980-х годов в Орле приняли решение отпраздновать 85-летний юбилей предприятия, который приходился на 1983 г. Для этих целей в течение нескольких лет проводились субботники и благоустройства территории предприятия и его подразделений.
Но особенным событием подготовки того юбилея стало решение о реставрации исторического трамвайного вагона. Из имевшихся в парке на тот момент старых трамваев самый уникальный был построен Коломенским машиностроительным заводом в 1912 году (либо в 1922 г. по образцу 1912 г., что выяснить так и не удалось). В 1922—1960 гг. этот вагон эксплуатировался в Москве, а в 1960—1978 гг. — в Орле. В 1978 году вагон перевели в ранг служебного, в 1982 году было утверждено решение о его реставрации как музейного экспоната-памятника истории города Орла. Реставрация успешна осуществлена, после торжеств вагон был установлен на территории трамвайного депо на постамент в качестве символического памятника, как тогда думали - навечно.
В 1985 году, после объявления курса на перестройку, для укрепления международных связей вагон серии Ф № 106 по решению Правительства СССР был снят с постамента в Орловском трамвайном депо, в 1985 году прошёл повторную и более тщательную и точную реставрацию. В 1986 году вагон своим ходом отправился к ж/д товарной станции Орёл, где на конечной остановке маршрута № 3 «Улица Пушкина» через гейт прибыл к транспортной платформе, откуда начал свой путь в действующий трамвайный музей в городе Сан-Франциско, США. Прибыв в американский город, орловский трамвай прошёл адаптацию к местной линии — были сменены колёсные тележки, так как в Сан-Франциско используется стандартная колея 1435 мм, и бугельный токоприёмник был заменён на штангу. 7 января 1987 года советский генеральный консул Валентин Каменев торжественно передал вагон № 106 с пышным названием «Трамвай Желание мира» тогдашнему мэру Сан-Франциско Даяне Файнштейн.

Ф № 106 следует своим ходом к ж/д товарной станции Орёл. Маршрут на вагоне: Орёл — Сан-Франциско

В 2010-х годах Орловский трамвайный вагон-памятник хранится вместе с другими историческими трамваями в депо «Кэмерон-бич» при станции «Бальбоа Парк».

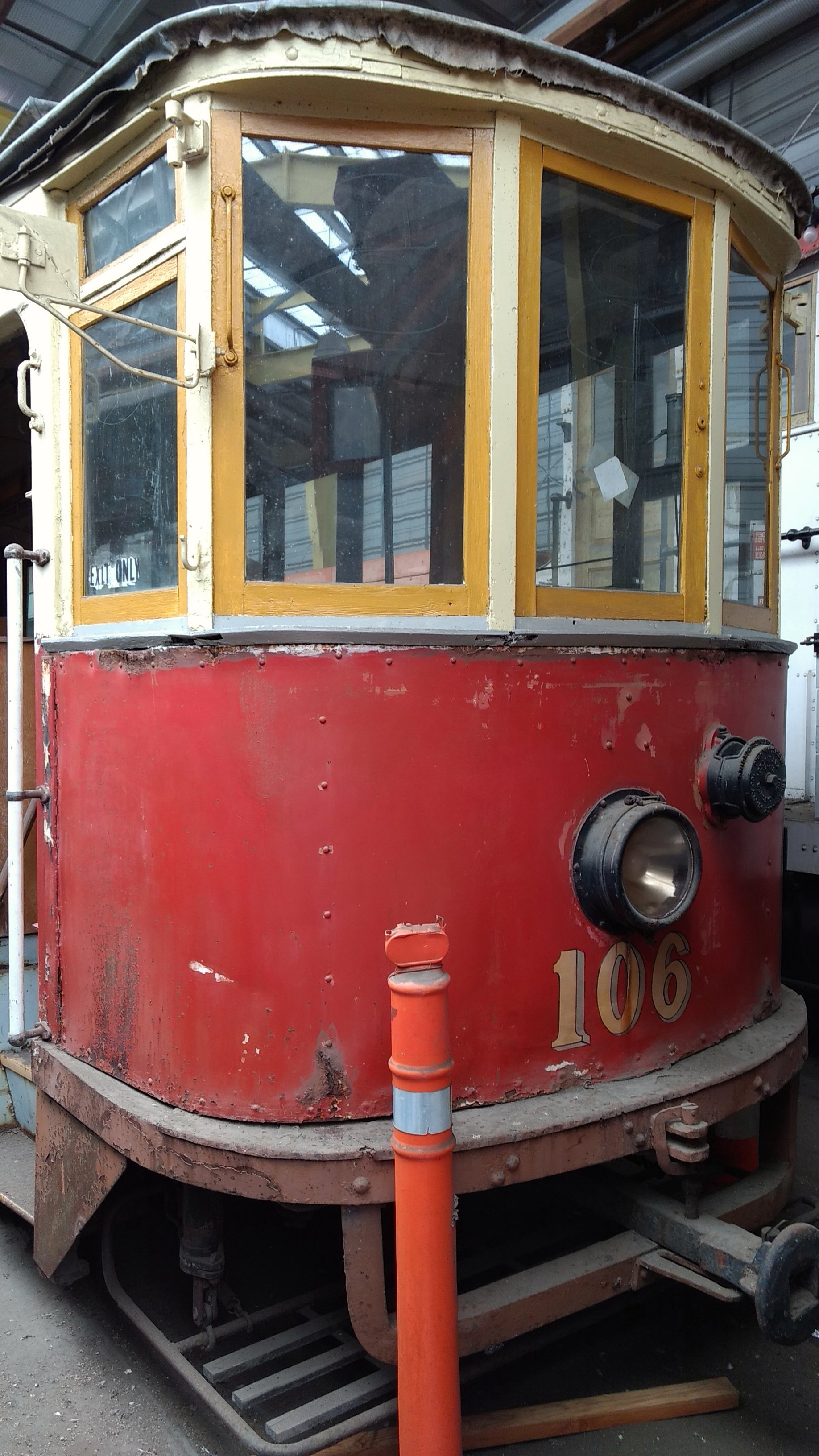
Вагон № 106 в Cameron Beach Yard

### Тяжёлый переход к рынку (1991—2003 гг.)
Экономический спад и тяжёлое положение в хозяйстве и социальной сфере страны было своевременно оценено руководством предприятия, которое сделало всё возможное для консервации образовавшегося в 1990 году избыточного числа подвижного состава. Из-за ограничения вместимости трамвайного депо (90 вагонов) и вследствие затеснённости его территории предполагалось по прибытии новых вагонов утилизировать до 10-15 вагонов Татра Т3 вместе с отставленными от работы ранее. Вместо этого в депо было достроены тупиковые запасные пути и использовано всё доступное пространство, что позволило уместить весь прежний парк вместе с вновь прибывшей партией. На протяжении первой половины 1990-х гг. велась борьба за сохранение в рабочем состоянии имеющегося подвижного состава, удержание кадров и материальных активов ТТУ, а также противодействие безбилетным пассажирам, вандалами и неплатежам со стороны горсовета Орла за перевезённых льготников.
В 1994 году трамвайное депо посетила делегация любителей общественного транспорта из Германии в составе около 25 человек.
В 1998 году Орёлэлектротранс отметил 100 летний юбилей. К этому событию были приурочены праздничные торжества, заседания, выпуск некоторой юбилейной продукции. Орловский исследователь А.Лысенко и московский географ С.Тархов подготовили и написали книги по истории Орловского трамвая, повествующие о веке его работы. 1998 г. стал последним благополучным годом Орёлэлектротранс.
После этого периода трамваи и материальные фонды выраженно стали изнашиваться. В депо образовался так называемый «кладбищенский уголок» — площадка, на которую свозили выведенные из строя вагоны, для починки которых не имелось необходимых запчастей, при этом выпуск на линию составлял более 50 вагонов, в Орле во всю эксплуатировались поезда по СМЕ, в отдельные периоды составляя половину и более всего выпуска. К этому периоду окончательно оформился спад производственного потенциала на крупнейших предприятиях Орла, снижая пассажиропотоки и на трамвае. Особенно ощутимы изменения были в южной промзоне на заводах Дорожных машин и Химтекстильмаш, которые обслуживались маршрутами № 1 и 3, причём маршрут № 3 фактически осуществлял перевозки только к этому предприятию, практически не обслуживая жилые районы либо иные объекты. Все 1990-е гг. предприятие не производило ремонтов рельсовых путей, что местами привело отдельные участки в аварийное состояние.
К началу 2000-х годов МУП «Трамвайно-троллейбусное предприятие» теряло нишу в пассажирских перевозках, пока не было признано банкротом из-за накопленных долгов и низкой окупаемости. В результате в 2002 г. было введено внешнее управление, заложено имущество и подвижной состав. Над трамвайно-троллейбусным предприятием повисла реальная угроза закрытия, в качестве выхода из ситуации уже рассматривалась реализация всего оставшегося имущества, включая депо и земельные участки и переделка помещений депо в предприятие по производству стройматериалов.

### Эпоха Директора А.Коровина (2003—2019 гг.)
В 2003 году прежнего директора Верцева во главе Орёлэлектротранс сменил главный инженер Александр Яковлевич Коровин, с именем которого будут связаны последующие 16 лет истории Орловского электротранспорта. Эти годы станут самым тяжёлым периодом в истории Орловского трамвая, если не считать времена Революции, Гражданской и Великой Отечественной войн, которые сопровождались открытыми разрушениями. В 2003 г. в год его 105 летнего юбилея, на фактически умирающем предприятии, в условиях отсутствия средств и какой-либо поддержки, трудовой коллектив организовал скромное торжество в спортзале трамвайного депо, где среди прочего, было решено сохранить предприятие во что бы то ни стало. Это событие стало значимым моментом в борьбе Орловского трамвая и его коллектива за право сохраниться как неотъемлемая часть истории своего дома — города Орла, продолжить жить и развиваться вместе с городом в XXI веке.
Благодаря действиям руководства экономическое положение Орёлэлектротранс стало постепенно меняться в лучшую сторону. В итоге к 2006 г. был произведён окончательный расчёт по долгам за электроэнергию и другим платежам. В июне 2006 г. МУП «Орёлэлектротранс» было реорганизовано в МУП «Орловское трамвайно-троллейбусное предприятие (МУП ТТП)».
Кульминацией начального периода восстановления стал 2008 г., когда Орловское ТТП торжественно отметило своё 110-летие, его лучшие работники были награждены отраслевыми правительственными наградами. Но самым главным событием юбилейного года стал выигрыш судебного процесса, в результате которого Орловское ТТП смогло взыскать с Минфина РФ недополученную прибыль за перевозку льготных категорий граждан, одну из крупнейших в истории отрасли. Полученные средства были вложены в обновление материально-технической базы и подвижного состава. Орловское ТТП смогло закупить на баланс большое число специальной автотранспортной и строительной техники, что позволило полностью отремонтировать и заменить всё трамвайное рельсовое полотно в городе, заменить стрелочные переводы, наиболее изношенные участки контактной сети.
В 2009 году Орловское трамвайно-троллейбусное предприятие стало победителем конкурса «Золотая колесница» в номинации «Лучшее российское региональное предприятие транспорта общего пользования».

#### Модернизация трамваев Татра T3SU (2008—2009 гг.)
Начиная с осени 2008 года проведена кампания по расконсервации партии простаивающих с поломками трамваев. В апреле 2009 года первый модернизированный трамвай № 038 Tatra T3SU, аналогичный московскому МТТЧ (единственное отличие — орловские модернизаты не могут работать по СМЕ), вышел на линию. Ни одно трамвайное предприятие Центральной России, кроме Орловского ТТП, за такое не бралось и не берётся.
Модернизированные Татры оборудуются современным чешским оборудованием «Cegelec», позволяющим экономить электроэнергию до 50 % и продлевающим срок службы трамвая на 10 лет.
В начале июня 2009 года на линии появился второй модернизированный трамвай № 054, который до 1990-х годов работал вторым прицепным вагоном по СМЕ с трамваем № 053, оставшимся в консервации. № 054 появился в необычной, резко отличающейся окраске — белый и голубой цвет. Спереди вагона, где обычно располагается бортовой номер, нанесён герб города Орла. На борту вагона красуется надпись «Наш труд тебе, любимый город!». Одновременно с № 054 сменил стандартную окраску и № 038. Небесно-голубая-белая окраска стала отличительным признаком модернизированных орловских трамваев.
К октябрю 2009 года на орловских линиях уже работало 5 полностью восстановленных и модернизированных трамваев Tatra T3SU: № 038, 054, 014, 019, 021. В кладбищенском уголке осталось 7 вагонов, подлежащих восстановлению: № 005, 006, 012, 020, 022, 030, 053. Закупленные запчасти закончились, но руководство ТТП планирует со временем восстановить все трамваи.

#### Покупка новых трамваев (2009 и 2013 гг.)

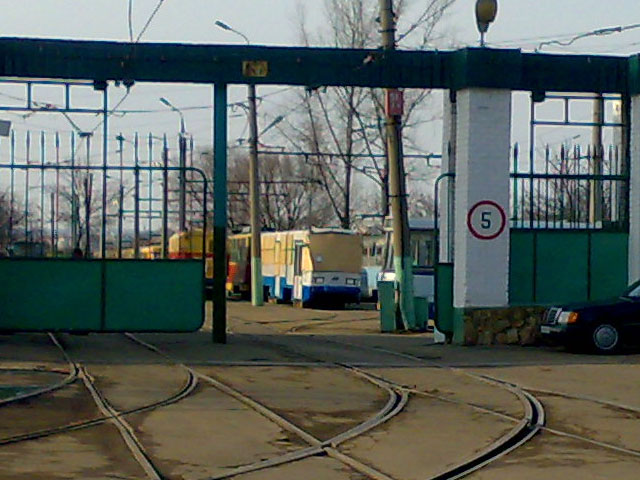
Новый 71-403 на территории депо

29 марта 2009 года МУП «ТТП» впервые за 18 лет купило новый трамвай модели 71-403. Для этих целей был в спешном порядке восстановлен трамвайно-железнодорожный гейт на кольце «ул. Пушкина». Поскольку с 1991 года гейт не использовался и зарастал бурьяном с момента прибытия последних Татр Т6B5, он пришёл в неработоспособное состояние. Путейной службе депо пришлось откопать соединительную колею от слоя грунта, установить на старые рельсы стяжки, отремонтировать соединительную стрелку и заново навесить контактную сеть. Из-за отсутствия материалов соединение гейта с железнодорожным полотном восстановлено не было. Тем не менее, несмотря на то, что кое-где изношенные рельсы стали намного уже стандарта, новый трамвай был сгружен с железнодорожной платформы и установлен на рельсы в начале соединительной колеи. Используя в качестве буксира трамвай Татра Т6B5, состав стал медленно и осторожно двигаться до соединения с общей трамвайной сетью. После прибытия на территорию трамвайного депо 71-403 некоторое время стоял в «кладбищенском уголке» и был виден с территории, прилегающей к депо. Затем он был отогнан в цех.

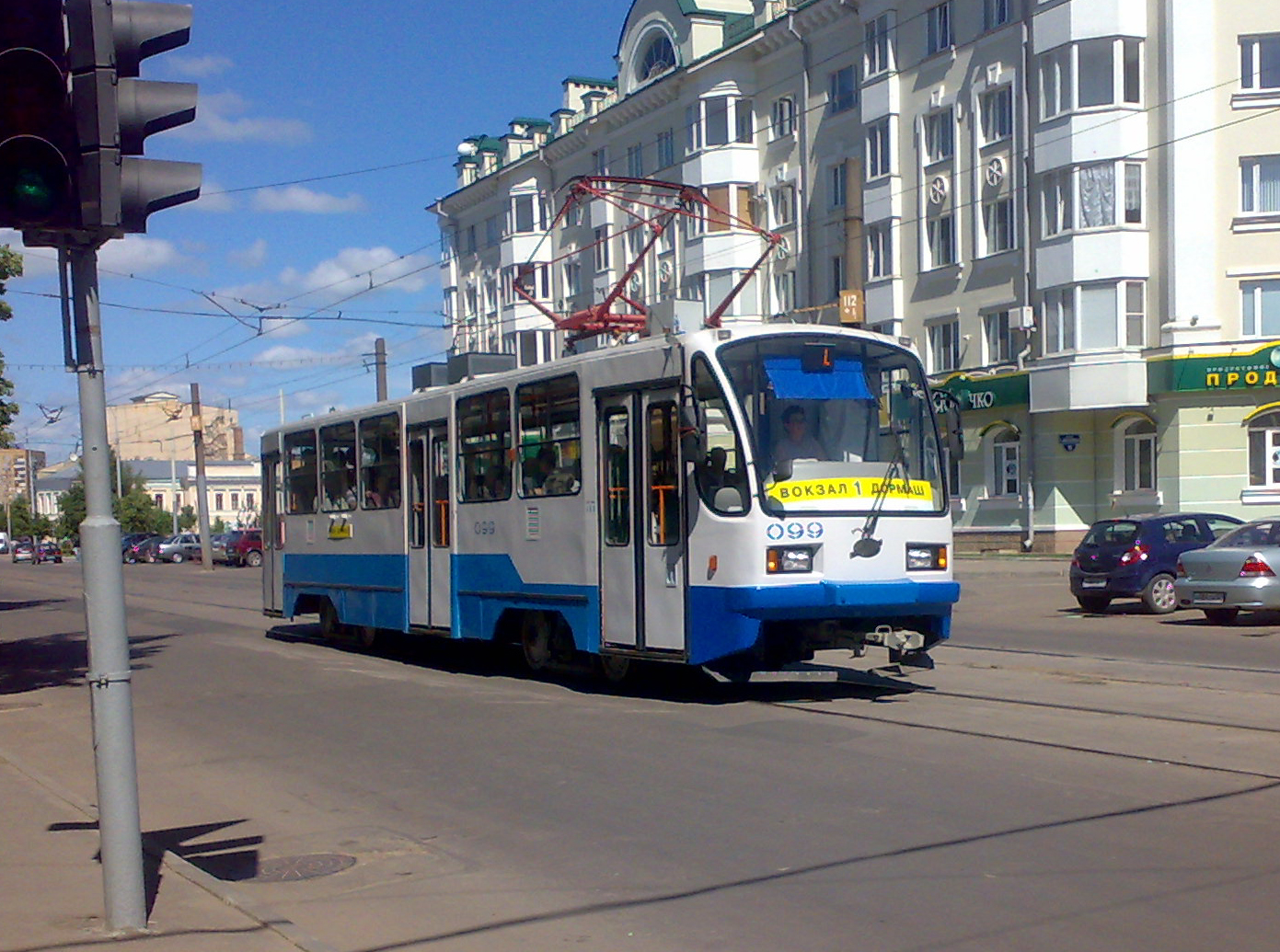
Трамвай № 099 следует по 1 маршруту

21 апреля 2009 года после проведения адаптации к орловским линиям и маршруту 71-403 вышел на линию. Новому вагону присвоили бортовой номер 099. В торжественной обстановке символический ключ от нового трамвая был передан директором МУП А.Коровиным водителю с 20-летним стажем, после чего трамвай № 099 отправился с первыми пассажирами по 1 маршруту.
3 июня 2013 года МУП «ТТП» приобрело ещё один новый трамвай. Выбор снова пал на продукцию Уралтрансмаша, на этот раз модель 71-405. Прототипом данной модели является чешский вагон Татра T6B5, благодаря чему он имеет много схожих узлов и деталей, ко всему прочему — инфраструктура орловского депо «заточена» именно под обслуживание чехословацких вагонов. На этот раз руководство депо договорилось с заводом о доставке вагона авто трейлером, а не по ЖД. Новому вагону присвоили бортовой номер 100.
Неожиданно у ТТП возникли проблемы с введением нового трамвая в эксплуатацию, и связаны они были отнюдь не с технической частью. На официальном сайте предприятия 22.07.2013 была опубликована новость о том, что 71-405 не могут принять на баланс в МУП «ТТП» — нет элементарных финансовых документов, что город гарантирует екатеринбургскому заводу, который не только поставил новую технику, но и произвёл наладку её в Орле, оплату. Трамвай был приобретён по федеральной программе, которая предусматривает капиталовложение и со стороны региона, однако из-за этой ситуации новый вагон не выходит на линию, а партнёрские отношения с заводом подвергаются серьёзному испытанию.
С 11 ноября 2013 года новый трамвай вышел на работу на линии.

#### Открытие конечной станции и разворотного кольца «ТМК Гринн» (2013 г.)
29 июля 2013 года впервые было объявлено, что с 30 июля до 5 августа будет закрыто движение на участке пути 3 маршрута от кольца Дормаш до конечной «завод Химтекстильмаш». Это было связано со строительством нового разворотного кольца в орловской трамвайной сети. Трамвайная сеть Орла оставалась неизменной с 1976 года, строительство новодела целиком финансировалось орловской корпорацией «ГРИНН», став первым подобным проектом ГЧП в сегменте пассажирского электротранспорта в России. Затем в течение нескольких месяцев трамвайное движение ещё несколько раз прерывалось на этом участке, из-за наладки новых элементов трамвайной сети. Наконец 5 октября 2013 г. в 12:00 новое кольцо было открыто в присутствии руководства города Орла.
Конечная получила название «Кольцо ТМК Гринн». На кольце был построен новый диспетчерский пункт. Для торжественного открытия на кольцо пришёл трамвай № 099. После перерезания красной ленточки маршрут № 1 официально был продлён до нового кольца и стал называться «Вокзал — Кольцо ТМК Гринн». Кольцо «завод Дормаш» становится резервным.

Орловский трамвай. Карта с 2013 до 2021 года.

### Период 2013—2021 гг.
Орловское ТТП вновь недофинансируется, по этой причине ограничивается выборочным проведением ремонтов путевого хозяйства.
В конце 2019 выпуск осуществлялся с большими интервалами на маршрутах.
В 2020 году со сменой руководство увеличена вдвое заработная плата для водителей, что позволило расширить водительский штат и существенно сократить интервалы.
С марта 2020 прекращён выпуск на линию двухвагонных составов по СМЕ, многие системы расцеплены.
С 1 февраля 2021 в связи с закрытием на реконструкцию Красного моста движение трамваев по Железнодорожному району временно прекращено на 2 года, и заменены автобусами МУП ТТП на следующие маршруты:
1Т. МУП ТТП — Железнодорожный вокзал;
3Т. ул. Пушкина — сквер Танкистов;
4Т. Железнодорожный вокзал — школа № 35.

### Период ремонта Красного моста (2021-2023 гг.)
В период закрытия на ремонт Красного моста трамвайное движение прекращается полностью в Железнодорожном районе, а в Заводском районе трамвайное движение продолжает осуществляться только по части маршрута № 3 на участке от МУП "ТТП" — Завод "Химмаш". При необходимости каждый пассажир может бесплатно пересесть с трамвая на компенсационный автобус в Железнодорожный районе (в направлении ул. Пушкина и Вокзала).

### Период с 2023 года
25 ноября 2023 г. возобновлено движение по трамвайным маршрутам:
31 декабря 2023 г. возобновлено движение по трамвайному маршруту №4 "Вокзал - Школа №35".
16 августа 2024 г. движение по трамвайному маршруту №4 "Вокзал - Школа №35" остановлено на период ремонта тепломагистрали в районе пер. Трамвайного.
14 ноября 2024 г. возобновлено движение по трамвайному маршруту №4 "Вокзал - Школа №35".

## Трамвайное депо им. Ю.Витаса
Типовой проект Т-50 Трамвайного депо в г. Орёл был разработан в 1953-1955 годах и посажен в 198 квартале на площадке бывших складов (в разное время использовавшихся винной монополией, и в качестве вещевых местной квартирно-экспедиционной частью).
Строительство развёрнуто около 1962 года и сопровождалось сносом складских строений, а также обрезом земельных участков частных домовладений. Основные строительные работы велись до 1965 года.
Первая очередь депо вместимостью 50 вагономест введено в эксплуатацию 11 февраля 1966 г., в дальнейшем весь 198 квартал предполагался под расширение трампарка до 100 вагономест с запретом нового капитального строительства жилых зданий. При реализации проекта так и остался неосуществлённым предполагавшийся изначальным проектом резервный выезд из него на ул. Циолковского. 
В 1982 году завершено расширение депо с постройкой на территории новой базы для службы пути. После этого вместимость увеличена до 79 вагономест (по документам) и 95 вагономест (фактически). 
В середине 1980-х годов в депо достроен дополнительный тупиковый веер для хранения отставленных вагонов 71-605 (а после их утилизации стал использоваться как веер базы запаса вагонов Татра Т3). С использованием достроенных путей депо стало фактически вмещать на огороженной территории 95 вагонов.
Адрес: 302014, г. Орёл, Карачевская ул., д.144.

## Галерея

Татра Т3М б/н 094. Маршрут 3. Улица Пушкина

Татра Т3 б/н 082. Маршрут 4. Вторая Курская улица

Татра Т3 б/н 016. Маршрут 4. Кольцо "35 школа"

71-403 б/н 099. Маршрут 3. Улица Пушкина

71-405 б/н 100. Маршрут 3. Улица Машиностроительная

Татра Т3 б/н 084. Маршрут 1. Кольцо "Вокзал"

## Подвижной состав
| Модель     | Количество | Парковые номера                                                                            | Начало эксплуатации |
| ---------- | ---------- | ------------------------------------------------------------------------------------------ | ------------------- |
| Татра Т3SU | 56         | 001-021, 027-085                                                                           | 1979                |
| Татра Т6В5 | 12         | 025, 086—096, 098                                                                          | 1989                |
| 71-403     | 1          | 099                                                                                        | 2009                |
| 71-405     | 1          | 100                                                                                        | 2013                |
| Итого      | 70         | 001-010, 012, 014—016, 019—025, 027—029, 032, 034, 035, 037—045, 047—062, 064—096, 098—100 | 1979 – 2013         |